# Marie Seitz
Marie Seitz, aussi connue sous son nom de guerre, Emille, née au XIXe siècle et morte au XXe siècle, est une révolutionnaire et militante de la cause arménienne allemande. Elle est surtout connue pour sa participation à l'opération Nejuik, organisée par la Fédération révolutionnaire arménienne (FRA) qui vise à assassiner le sultan Abdülhamid II, principal responsable des massacres hamidiens, qui causent la mort d'entre 100 000 à 300 000 Arméniens. Elle se joint à l'organisation du complot et au commando final, qui se solde par l'attentat de la mosquée Yıldız. Elle parvient ensuite à fuir l'Empire ottoman.

## Biographie
Marie Seitz naît dans l'Empire russe, bien qu'elle soit allemande,. En 1904, elle rejoint la tentative de la Fédération révolutionnaire arménienne (FRA) pour assassiner le sultan Abdülhamid II en rétribution des massacres hamidiens, dont il est le principal organisateur et qui causent la mort de 100 000 à 300 000 Arméniens. En plus de Seitz, le groupe comporte aussi l'anarchiste belge Edward Joris et son épouse, Anna Nellens, qui se joignent à la tentative par proximité idéologique, Christapor Mikaelian, l'un des fondateurs de la FRA, Sophie Arechian ou Martiros Margarian, des révolutionnaires arméniens.
Avant de l'inclure plus profondément dans le projet, les organisateurs ont une réunion pour discuter de la question de savoir s'il faut inclure des femmes dans la tentative ou les « épargner », mais jugent que ce n'est pas très correct d'en discuter sans les principales concernées. Le 4 décembre 1904, 'Rubina' (Sophie Arechian), 'Emille' (Seitz) et 'Michelle' se joignent aux débats et annoncent qu'elles sont tout à fait volontaires pour participer au projet, qu'elles sont offensées qu'on leur pose la question et que si besoin s'en faisait sentir, elles organiseraient la tentative seules. Le fait que des femmes puissent avoir une place aussi importante dans une organisation comme la FRA n'est pas étonnant, au regard de la présence importante de telles figures dans les mouvements d'extrême gauche de la période.
Seitz reçoit les pseudonymes d'« Emille » et de « Sophie Rips » et se dissimule comme l'épouse de Margarian, alias « Liba Rips ». Après la mort de Mikaelian et de Kendirian, un autre co-conspirateur en Bulgarie, alors qu'ils préparent les explosifs pour le projet, elle retrouve Edward Joris, qui est très affecté par la perte de son ami - d'autant plus que son passeport est sur place, bien que les révolutionnaires de l'Organisation révolutionnaire intérieure macédonienne (VMRO) parviennent à le récupérer avant l'arrivée de la police. Avec Joris et Margarian, les trois révolutionnaires passent alors une nuit de deuil et de réconfort.
Elle participe à la dernière reconnaissance avant l'attentat de la mosquée Yıldız aux côtés d'Anna Nellens. Le 21 juillet 1905, elle participe au commando final du groupe, avec Sophie Arechian, Martiros Margarian et le chauffeur du chariot chargé de bombes, Zareh,. Le groupe se met en route vers la mosquée en prétextant être allé chercher un bouquet de fleurs pour Arechian, abandonne le chariot miné devant la mosquée, Arechian met ensuite en route le minutage de la bombe et le groupe fuit.
Après l'attentat, elle se réfugie avec trois autres membres du groupe à proximité de la maison de Joris, où elle peut surveiller ses allées et venues. Joris a indiqué au groupe qu'il les rejoindrait afin qu'ils puissent s'accorder et probablement fuir ensemble. Cependant, l'anarchiste arrive, déjeune sans prêter attention à eux puis part de nouveau du bâtiment, sous leurs yeux, sans faire mine de les connaître. Alors que le temps passe, Seitz et les autres décident de l'attendre jusqu'à dix-huit heures, heure à laquelle il quitte habituellement son travail et rentre chez lui. La fuite de Constantinople au plus vite est déjà compromise car l'attente leur fait rater les derniers départs de ferrys vers Le Pirée et l'Empire russe. Après dix-huit heures, Joris est toujours invisible - en réalité il assiste aux 75 ans de l'indépendance belge dans un hôtel particulier de la capitale, le groupe décide de partir à peu près à dix-neuf heures trente, soit sept heures après l'attentat. Se faisant passer pour l'épouse de Margarian, toujours, alors qu'Arechian feint d'être la compagne de Zareh, les quatre parviennent à rejoindre la gare et à prendre le dernier train pour Sofia, aidés par des policiers turcs à monter leurs bagages dans le train. Le groupe est très satisfait dans le train et les révolutionnaires se serrent les mains et se félicitent, certains qu'Abdülhamid II est mort et que l'attentat est un succès.
Le lendemain, Seitz apprend que l'opération est un échec car non seulement le groupe a tué 21 personnes, blessé 58 autres, mais Abdülhamid II en ressort complètement indemne, s'étant arrêté pour parler dans la mosquée avec Mehmet Djemaleddin Efendi (en) avant de sortir.